# Castello di Casertavecchia
Das Castello di Casertavecchia ist eine Burgruine aus dem 12. Jahrhundert in Casertavecchia, einem Ortsteil der Stadt Caserta in der italienischen Region Kampanien. Diese Ruine ist das Einzige, was von den Mauern der Stadt, die in historischen Quellen erwähnt sind, erhalten geblieben ist.

## Standort und Eigentümer
Die Burgruine liegt in der Via Torre II am nordöstlichen Rand der Siedlung am höchsten Punkt eines kleinen, ziemlich flachen Hügels, im Norden geschützt durch ein tiefes Tal (das vom Monte Virgo herunterzieht und ihn von den Baccalà-Bergen trennt) und im Westen und Süden von den Hängen der Berge von Caserta, von denen der Hügel ein Vorberg ist.
Die Stadt Caserta ist Eigentümer der Burganlage, der Republik Italien (Kulturministerium) gehört der große Bergfried. Bis heute ist nicht geklärt, wie ein Teil des Komplexes in den Besitz der Stadt gelangte, da dieser durch Kauf des Lehens durch Karl I. Teil der Besitzungen des Hauses Bourbon wurde.

## Archäologie
An der Burgruine wurden 1972 im Zuge einer internationalen Kampagne jugendlicher Freiwilliger in nicht wissenschaftlicher Art und Weise Material aus Einstürzen beseitigt: Einige keramische Fragmente, die bei dieser Gelegenheit gefunden wurden (nie wissenschaftlich betrachtet, aber vermutlich spätmittelalterlich), sind in einigen Vitrinen im Saal im Erdgeschoss des gräflichen Palastes in der Burg ausgestellt. Ebenfalls unwissenschaftlich waren die Materialentnahmen bei den Restaurierungen in den 1980er-Jahren.

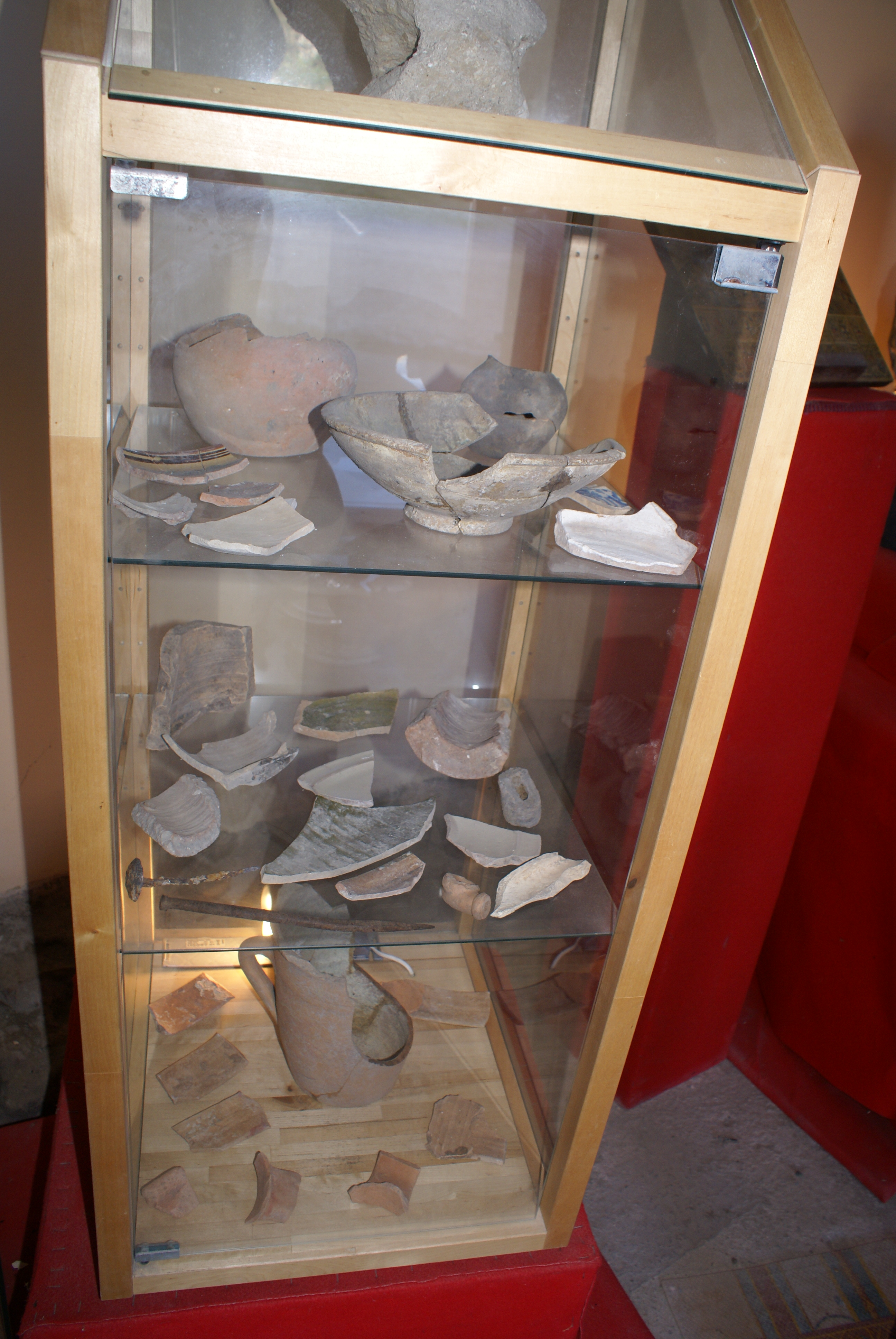
Keramische Fragmente, die bei den Arbeiten 1972 gefunden und im gräflichen Palast ausgestellt sind.

2021 wurden die ersten archäologischen Grabungen vom Dipartimento di Lettere e Beni culturali der Università degli Studi della Campania Luigi Vanvitelli mit ministerlicher Erlaubnis (wissenschaftliche Direktion, Nicola Busino) durchgeführt. Die archäologischen Untersuchungen waren von vorbereiteten Aktivitäten des Reliefs und Analysen der Oberflächen, die in den Jahren 2018 und 2019 durchgeführt wurden, sowie einer ersten Studie über das archäologische Potenzial des monumentalen Komplexes gefolgt. Einige vorläufige Berichte der archäologischen Aktivitäten werden in Kürze veröffentlicht.
Auf den umliegenden Erhebungen und in deutlich größeren Höhen als die der Burgruine sind Spuren oder Reste von Festungsmauern aus samnitischer Zeit bezeugt.
Auf der Burg gab es eine Steintafel mit einer alten Inschrift, die von C. Esperti gesichtet und (mit einigen Missverständnissen) transkribiert wurde, notiert von Mommsen, zitiert und berichtet von Di Giacomo, wie bei Esperti, aufgezeichnet von Perrone, die heute verloren ist.

## Beschreibung
Die Burg ist heute eine Ruine, die durch die Restaurierung (s. oben) in den 1980er-Jahren nur teilweise nutzbar gemacht wurde. Der Grundriss stellt sich als Einfriedung in Form eines unregelmäßigen Sechsecks dar, abgeschlossen durch gemauerte Kurtinen und Türme (teilweise offen, teilweise geschlossen).

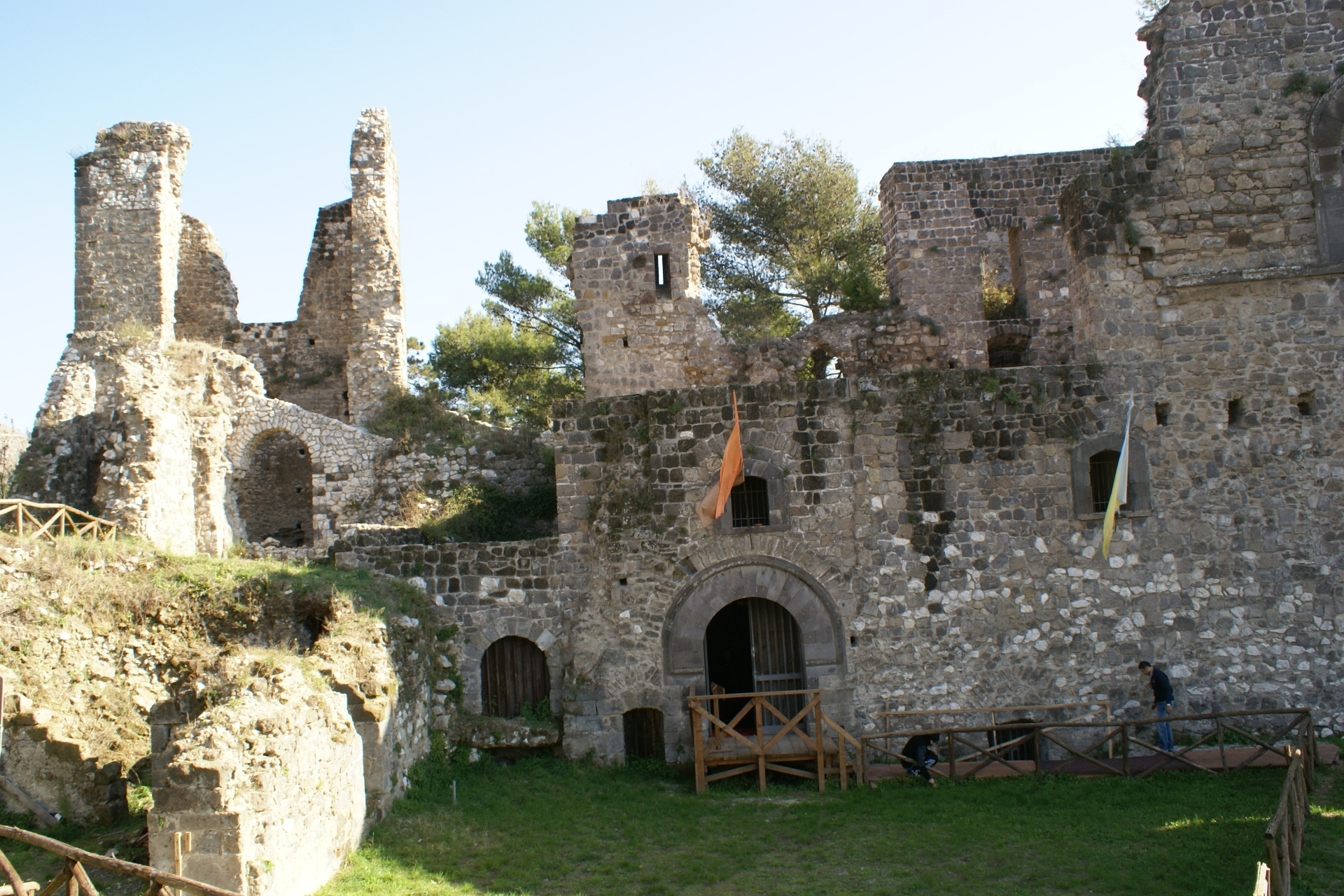
Palast und Nordturm

Auf der Nordostseite schließt sich ein Palast (als Wohnstatt) an die Einfriedung an und integriert sie. Nach Südosten liegt der große Turm mit mehreckigem Grundriss (16 Seiten) und zylindrischem Aufbau, der als Bergfried dient. Der Turm liegt an einem steilen Hang außerhalb der Burgeinfriedung, aber in der Nähe des Palastes und mit Kurtine zur Siedlung hin. Der Bergfried hat drei geschlossene Stockwerke, jedes mit einem einzigen Deckengewölbe, und ganz oben eine Terrasse. Das untere Stockwerk ist als Zisterne ausgebildet und nicht zugänglich. In das Stockwerk darüber gelangt man durch eine Fenstertüre, die dank einer hölzernen Verbindung, vermutlich einer Zugbrücke, die heute nicht mehr existiert, zum Grafenpalast hin offen ist. Eine gleichartige Lösung verband die oberen Räume des Balneum (Bad, siehe weiter unten). Um den zweiten Raum des Bergfrieds von dem unteren aus zu erreichen, gab es eine steinerne Treppe in der Mauer. Eine gleichartige Treppe führt vom Raum im zweiten Obergeschoss zur Terrasse auf dem Dach des Turms. In dem Flügel, der vom Bergfried aus zur Siedlung zeigt, hat man die Reste zweier Räume ans Licht gebracht und identifiziert, die als Ofen und Bad erkannt wurden.

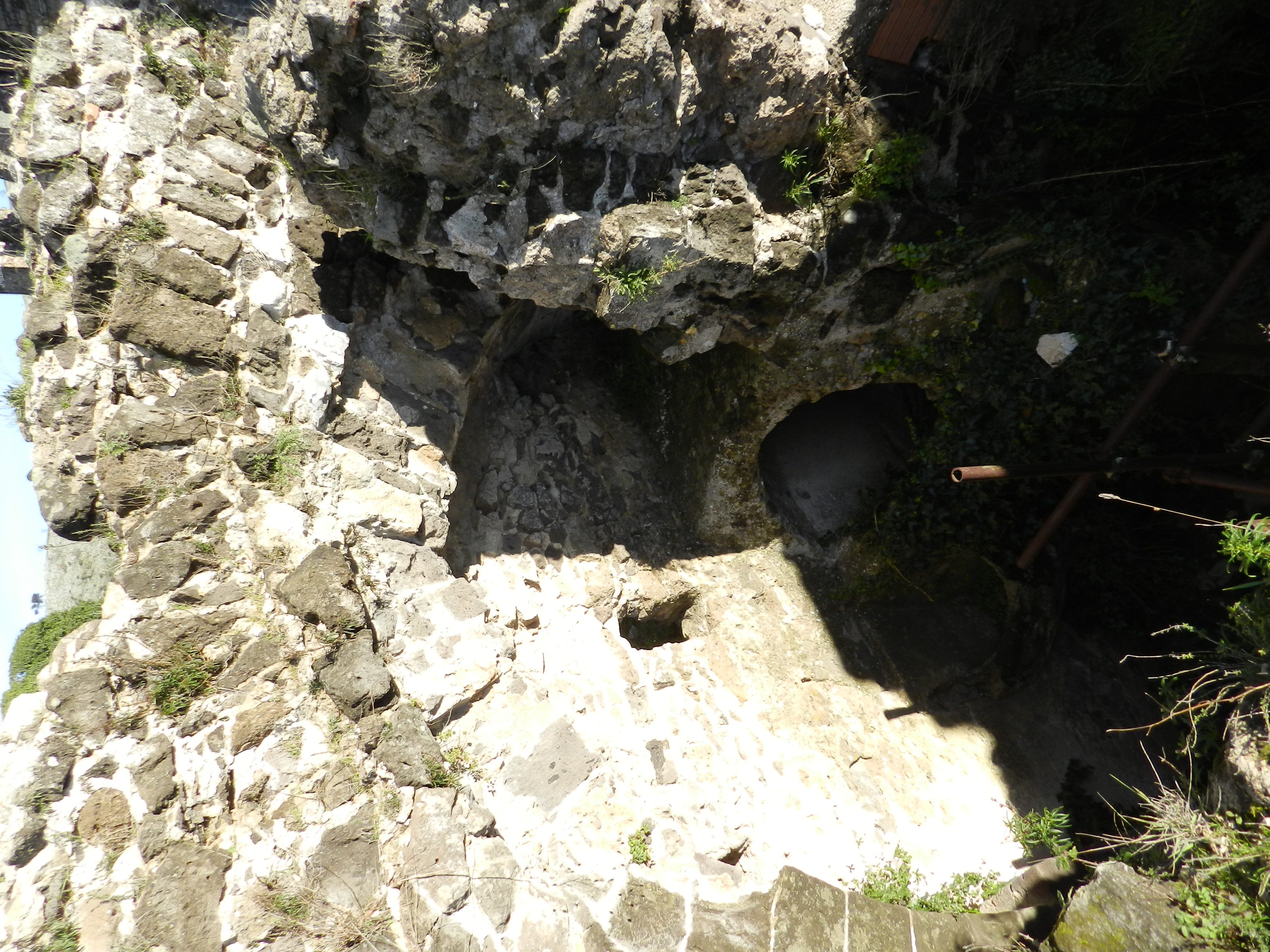
Staufischer Ofen und Bad.

Über die Anzahl der Türme der Burgkurtine konnten sich die modernen Gelehrten nicht einigen; einige erkennen vier, andere fünf, wieder andere sechs. Noch mehr Verwirrung stiftet die historische Beschreibung von Santoro, der von 10 Türmen schreibt, wobei er den Zustand 1528 beschreibt.

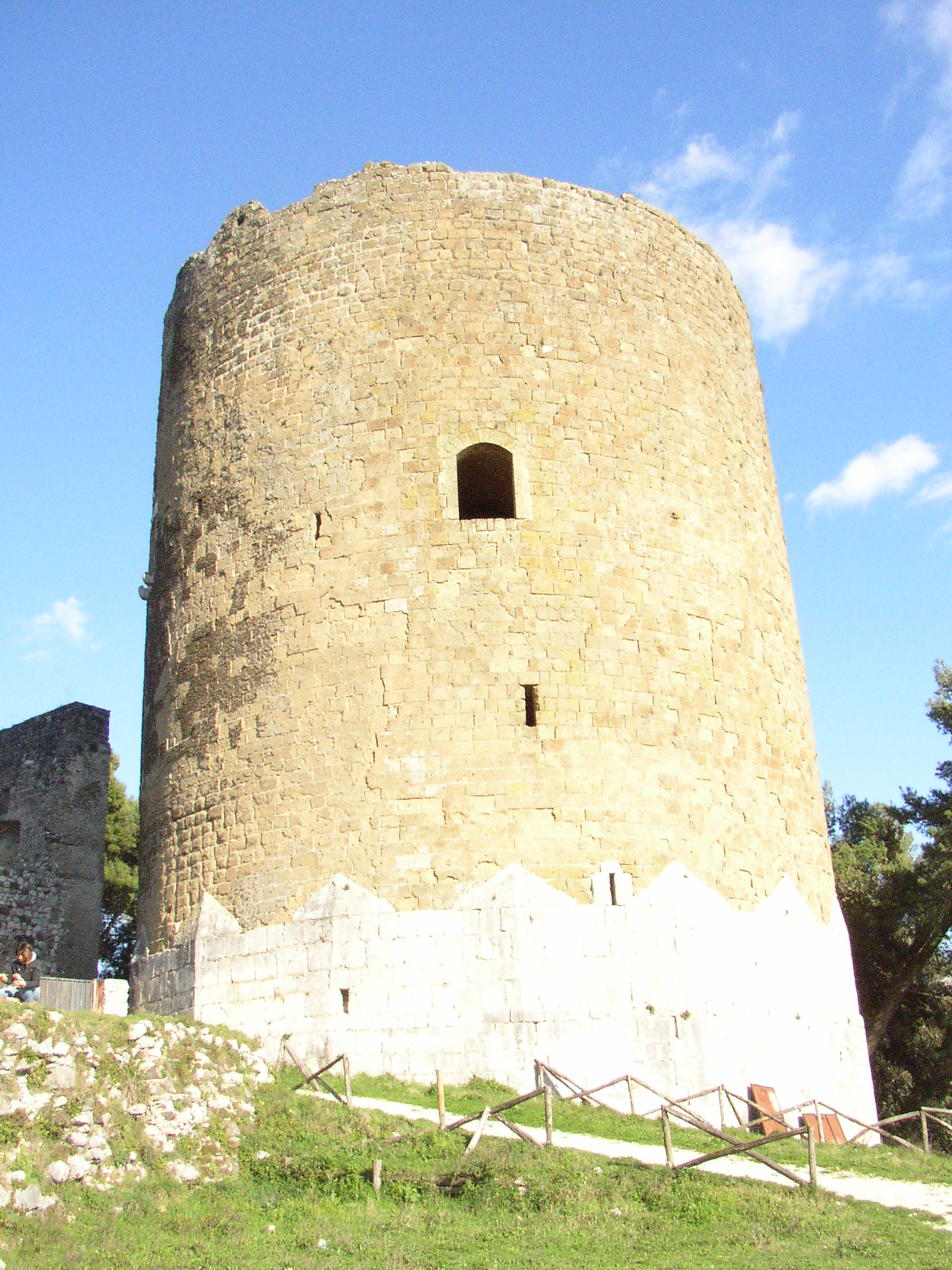
Staufischer Bergfried (um 1246)

## Historische Erwähnung
Das erste Dokument, in dem die Burg explizit erwähnt ist, stammt von 1277. Erstmalig liest man hier die Unterscheidung zwischen der Burg und dem Turm. Die Kapelle San Giovanni wurde in einem Dokument aus dem Jahre 1300 erwähnt.

## Historische und kürzliche Restaurierungen und Schutz
Im Testament von Diego della Ratta 1327 wurde die Burg als „zum größten Teil ruiniert“ beschrieben. Die Zinnen, die es noch Ende des 16. Jahrhunderts gab und die auf der Zeichnung zu sehen sind, die Pacichelli 1703 veröffentlichte, wurden später entfernt. Die historische Beschreibung von Santoro spricht von „weiten Wohnungen mit großen Räumen“, wobei der Zustand 1528 beschrieben ist, was uns von einer bewussten, umfassenden Restaurierung zwischen dem Ende des 15. und ersten Jahrzehnten des 16. Jahrhunderts auf Geheiß des Grafen Andrea Matteo Acquaviva, den Gatten von Caterina della Ratta, und seinem Erben ausgehen lässt. Es gibt Aufzeichnungen über Diebstähle von Bausteinen der Burg vor 1825, wie durch eine Schutzbestimmung von Pietro Bianchi bei der Erneuerung des Mietvertrages mit Ferdinand I. aufgezeichnet wurde.
Arbeiten zur funktionalen Wiederherstellung und Restaurierung (von denen einige Optionen besprochen und nur teilweise durchgeführt wurden) ließ die Architektin Rosa Carafa nach dem Erdbeben von 1980 durchführen; sie wurden 1989 abgeschlossen. Sie betrafen die allgemeine Entleerung des Innenhofes, die Wiederherstellung der Fassade des Grafenpalastes und dessen Wiederherstellung (mit Böden aus Eisenbalken, verkleidet durch ein Kreuzgewölbe, bestehend aus einem Metallnetz, das mit Putz bedeckt ist).

## Geschichtliche Entwicklung des Gebäudes
Ziemlich kontrovers wird die Datierung der ersten Festungsanlage diskutiert. Einige meinen, dass eine richtige Burg mit Umfassungsmauer bereits in langobardischer Zeit existierte, aber, da zur Unterstützung dieser These keine Ausgrabungsergebnisse vorliegen, ist diese bis heute nicht durch eine Analyse der Gebäudestruktur bewiesen.

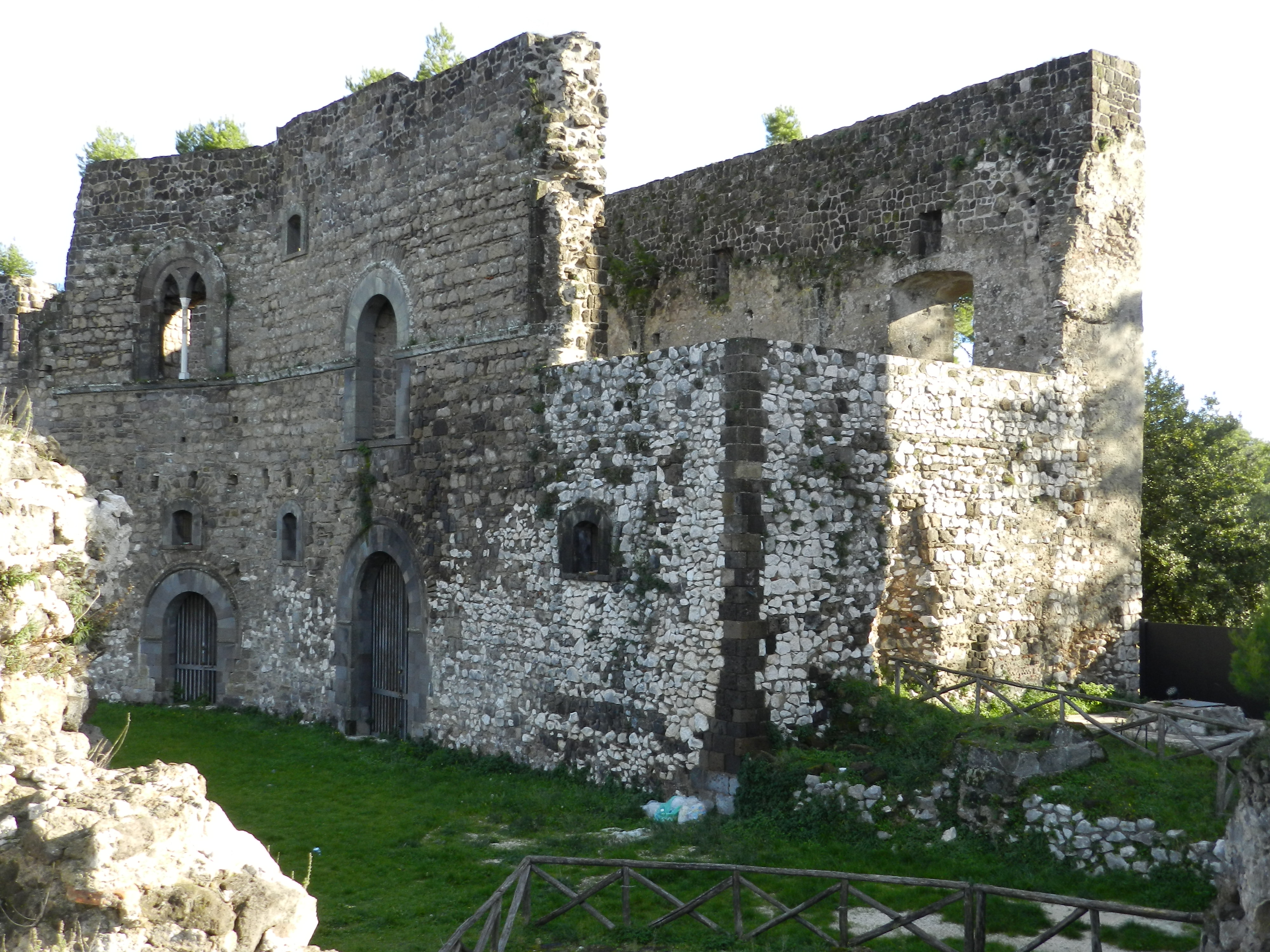
Östliche Kurtine und Palast („Domus“).

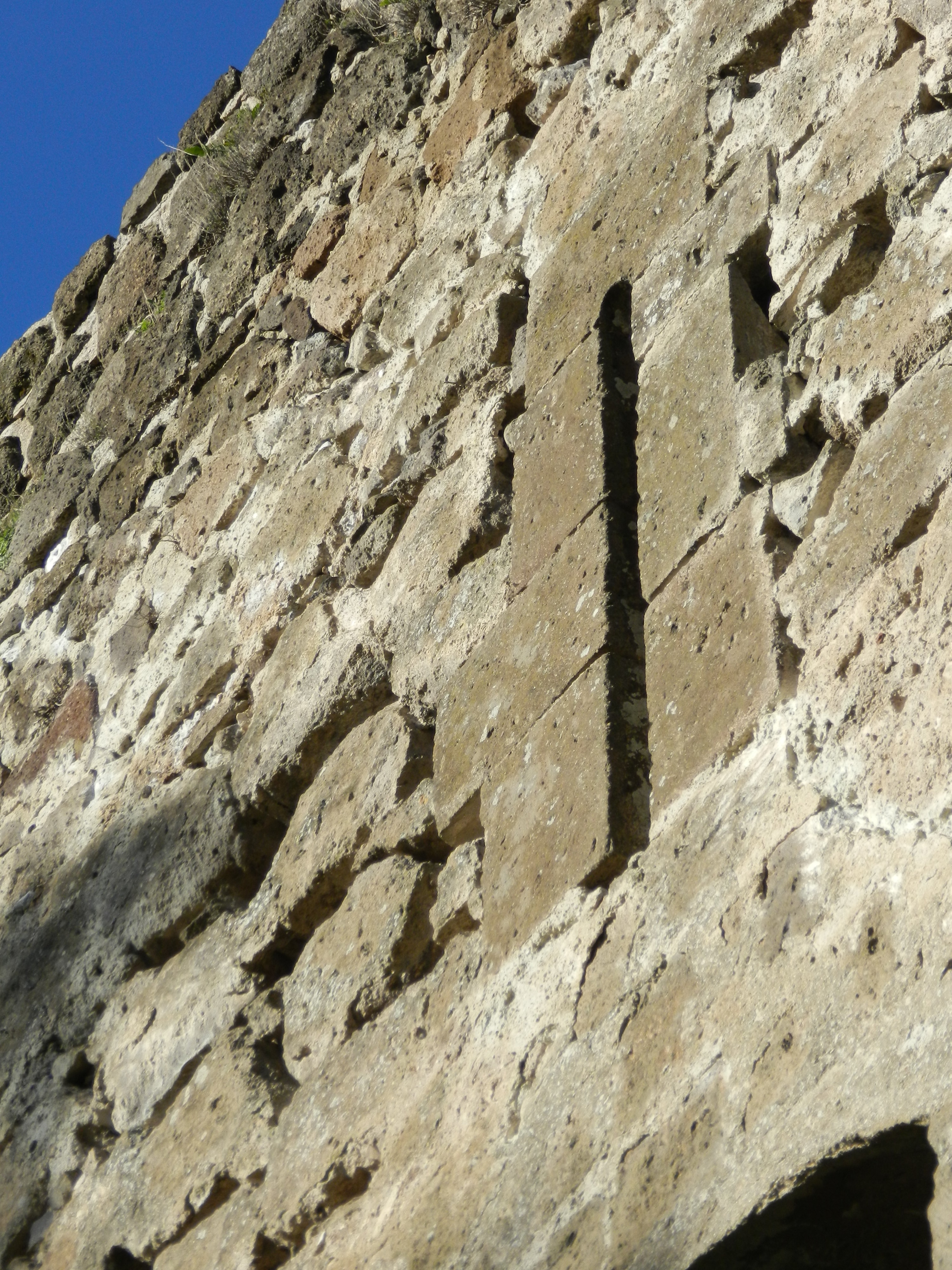
Östliche Kurtine: Detail des staufischen Einzelfensters

Die eher anerkannte Hypothese ist, dass die erste Umfassungsmauer in normannischer Zeit aus grob behauenen Blöcken und Kalksteinquadern errichtet wurde, womit die Hypothese mit der ersten sicheren Erwähnung der normannischen Grafschaft Caserta am Übergang vom 6. auf das 7. Jahrhundert und gleichzeitig mit der Errichtung des ersten Bischofssitzes, 1113, begründet wird. In die Phase des staufischen Zeitalters (laut Pistilli nach 1246) fällt die Errichtung der beiden Türme, jeweils in der Mitte, der östlichen, bzw. westlichen, Kurtine, des Bades mit Ofen, des Palastes, der an die östliche Kurtine angebaut wurde, und des großen Bergfrieds.

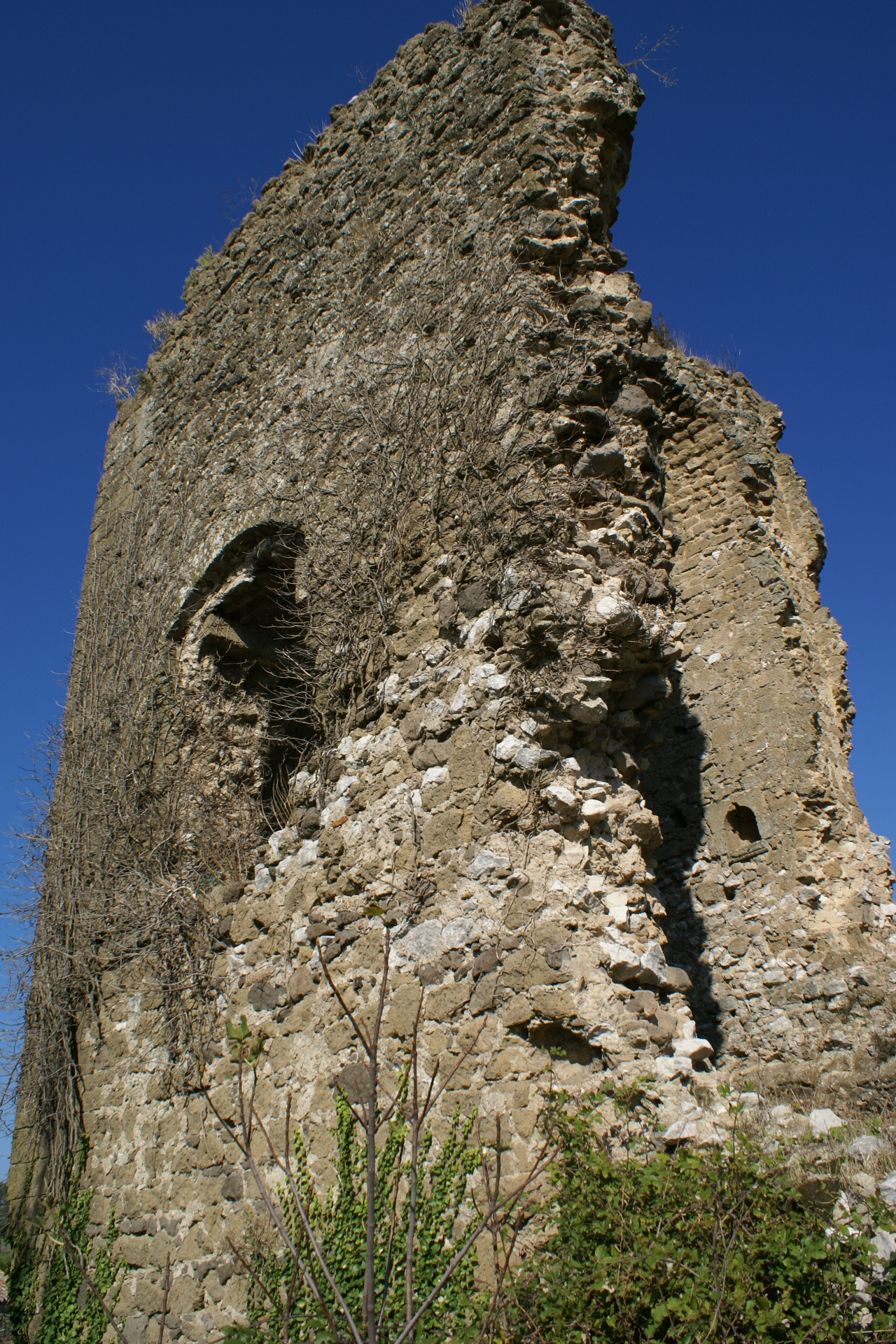
Turm in der Mitte der westlichen Kurtine

In der Burgeinfriedung ist eine San Giovanni geweihte Kapelle bekannt, ein Element, das diese Burg mit den Burgen von Maddaloni und Montefusco gemeinsam hatte.
Die Lage der Orte im Jahre 1825 ist auf einer Karte dokumentiert, die im historischen Archiv der Reggia aufbewahrt wird; darin sieht man die Umfassungsmauer der Burg, den zylindrischen Bergfried und die Kapelle, die als die Sant’Andrea geweihte zu identifizieren ist.
Von einem Erinnerungskreuz an die Gefallenen der Schlacht von Volturno im Oktober 1860, das bei Laracca Ronghi verzeichnet ist, ist heute nichts mehr erhalten.

## Satellitenfestungen
Vom zylindrischen Bergfried aus kann man ein sehr weites Panorama überblicken und er ist von einem großen Teil des flachen Landes nordwestlich von Caserta zu sehen, mindestens bis vom Castel Loriano in Marcianise und von Capua aus. Gleichermaßen gut bewacht war die gesamte Hochebene von Casertavecchia. Auf der Nordseite der Berge von Caserta aber hatte die Burg das Hindernis der Baccalà-Berge, die eine Sichtverbindung mit der Burg von Castel Morrone und die Kontrolle von deren Hochebene, die die Verbindung nach Volturno darstellte, unmöglich machten. Der Torre della Lupara erfüllte diese Aufgabe. Am Torre della Lupara besiegte im Sommer 1353 der Graf Francesco della Ratta Walter VI. von Brienne, Titularherzog von Athen, und Philipp von Anjou, Herzog von Tarent. Der Sieg ist auf der Inschrift des Grabes des Grafen erwähnt, das sich in der Kathedrale von Casertavecchia befindet.

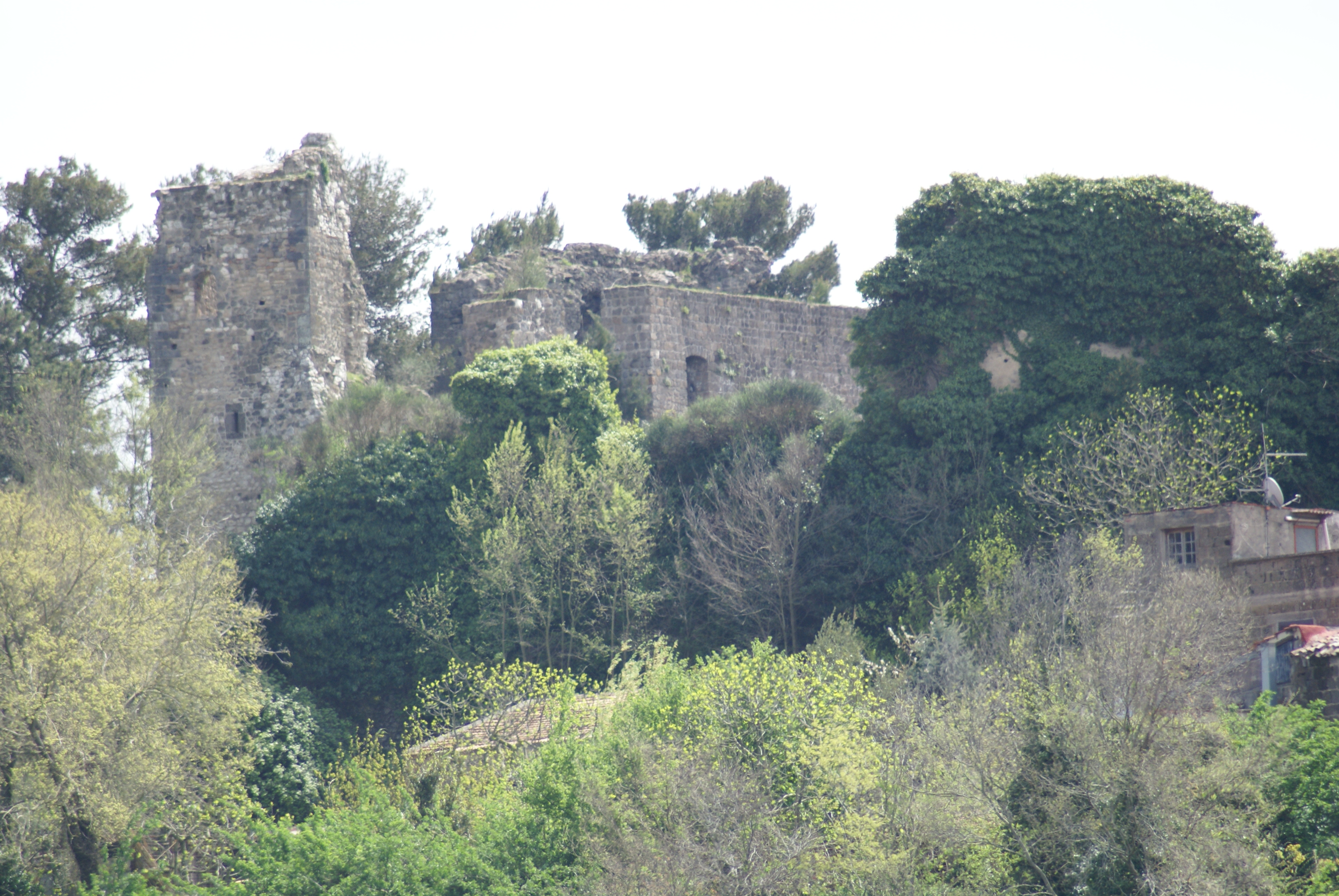
Burg von Casertavecchia von den Hängen der Baccalà-Berge aus etwas unterhalb des Torre della Lupara.